# لودفيغ هوفمان
لودفيغ ارنست اميل هوفمان (30 يوليو 1852 - 11 نوفمبر 1932)، مهندس معماري ألماني.